# Veterinäramt (Deutschland)
Veterinäramt oder Amt für Veterinärwesen ist in Deutschland die Bezeichnung für die Organisationseinheit auf der Ebene der Landkreise und kreisfreien Städte, die für das Veterinärwesen und meist auch für die Schlachttier- und Fleischuntersuchung, die Lebensmittelüberwachung und den Tierschutz zuständig ist. Die Kommunale Gemeinschaftsstelle für Verwaltungsmanagement empfiehlt in ihrem Verwaltungsgliederungsplan für das Veterinär- und Lebensmittelüberwachungsamt, die Gliederungsziffer 39 zu verwenden. In einigen Ländern ist das Veterinäramt auch für die Überwachung der tierärztlichen Hausapotheken zuständig.
Die Personalausstattung umfasst auf der Leitungsebene Amtstierärzte, ferner als Fachpersonal Lebensmittelkontrolleure und amtliche Fachassistenten. Zusätzlich ist dort mindestens ein Diplom-Verwaltungswirt (FH) oder Master of Public Administration tätig, selten auch Juristen, wenn dem Veterinäramt die Durchführung der fachlichen Verwaltungsverfahren sowie die Ahndung von Ordnungswidrigkeiten  und die Erstattung von Strafanzeigen übertragen sind. 
Während in den 1990er Jahren noch einige Länder die Veterinärämter als staatliche Behörden organisiert hatten, sind diese seitdem fast ausnahmslos in die Kommunalverwaltung überführt worden.